# سعادين عنكبوتية
سعادين عنكبوتية (الاسم العلمي:Atelidae) هي فصيلة من الحيوانات تتبع رتبة الرئيسيات من طائفة الثدييات. وهي واحدة من خمس فصائل التي تكون سعادين العالم الجديد المعروفة حاليًا. وقد كانت مشمولة من قبل في فصيلة السعادين كبوشية الشكل. وفصيلة السعادين العنكبوتية تضم عادة سعدان العواء والسعدان العنكبوتي والسعدان الصوفي والسعدان الموريكي (والأخير أكبر قردة العالم الجديد). وتتواجد في المناطق الغابية في أمريكا الوسطى وأمريكا الجنوبية من المكسيك إلى شمال الأرجنتين.

## الخصائص
حجم السعدان العنكبوتي ما بين الصغير والمتوسط الحجم، متراوحًا بين 34 إلى 72 سم في الطول الرأسي بدني، ويعتير سعدان العواء أكبر أعضاء الفصيلة، والسعدان العنكبوتي أصغرها. ولهم ذيل مساك طويل بـلوحة لمسية حساسة تكاد تكون بلا شعر على الجزء السفلي للجزء القاصي. وكثيرًا ما يستخدم الذيل 'كطرف خامس' حين يتحرك بين الأشجار حيث يبنون بيوتهم. ولهم أيضًا أظافر على أصابع أيديهم وأرجلهم، تمكنهم من التسلق. ولمعظم الأنواع فرو غالبًا ما يكون بنيًا قاتمًا، رماديًا، أو أسود، عادة مصحوبًا بعلامات أفتح.
وهي حيوانات شجرية نهارية، ويقتصر وجود معظم الأنواع على الغابة المطيرة الكثيفة، مع العلم بأن بعض أنواع السعدان العواء تتواجد في الغابات الأكثر جفافًا، أو السافانا الخشبية. وتأكل الفاكهة والأوراق بشكل أساسي، مع العلم بأن الأنواع الأصغر على وجه الخصوص، قد تأكل الحشرات الصغيرة أيضًا. ولهم صيغة الأسنان:{\displaystyle {\tfrac {2.1.3.3}{2.1.3.3}}}
تلد الإناث رضيعًا واحدًا (أو نادرًا، توأمًا) بعد فترة حمل من 180 إلى 225 يومًا. وعند معظم الأنواع، تولد الأفراد كل سنة أو ثلاث، وهناك موسم صغير، إذا وجد، مصحوبًا بزيادة في عدد الولادات.
والسعادين العنكبوتية عادة ما تكون متعددة الزوجات، وتعيش في مجموعات اجتماعية لتصل حتي خمسة وعشرين بالغًا، اعتمادًا على النوع. وبينما تكون المجموعات صغيرة العدد نسبيًا، فكما هو شائع بين القرد المولول، يقوم ذكر واحد بالهيمنة على 'حريم' من الإناث، ولكن المجموعات الأكبر ستحتوي على ذكور عدة، مع تسلسل هرمي واضح للهيمنة.

## التصنيف
متعارف حاليًا على 29 نوعًا من السعادين العنكبوتية مجمّعة في خمسة أجناس، وأسرتان.
فصيلة السعادين العنكبوتية ATELIDAE
- أسرة سعادين العواءاوات
  - جنس سعدان العواء
    - مجموعة العواء المغطى
      - عواء جزيرة كويبا (الاسم العلمي:Alouatta coibensis)
      - عواء مغطى (الاسم العلمي:Alouatta palliata)
      - عواء غواتيمالي أسود (الاسم العلمي:Alouatta pigra)

    - مجموعة العواء الفنزويلي الأحمر 
      - عواء أحمر اليد (الاسم العلمي:Alouatta belzebul)
      - عواء بني (الاسم العلمي:Alouatta guariba)
      - عواء غوياني أحمر (الاسم العلمي:Alouatta macconnelli)
      - عواء أمازوني أسود (الاسم العلمي:Alouatta nigerrima)
      - عواء بوليفي أحمر (الاسم العلمي:Alouatta sara)
      - عواء فنزويلي أحمر (الاسم العلمي:Alouatta seniculus)
      - عواء دبي (الاسم العلمي:Alouatta arctoidea)
      - عواء سبيكس أحمر اليد (الاسم العلمي:Alouatta discolor)
      - عواء جوروا الأحمر (الاسم العلمي:Alouatta juara)
      - عواء بوروس الأحمر (الاسم العلمي:Alouatta puruensis)
      - عواء مارانهاو أحمر اليد (الاسم العلمي:Alouatta ululata)

    - مجموعة العواء الأسود
      - عواء أسود (الاسم العلمي:Alouatta caraya)
- أسرة سعادين العنكبوتياوات
  - جنس سعدان عنكبوتي
    -       - سعدان عنكبوتي بني (الاسم العلمي:Ateles hybridus)
      - سعدان عنكبوتي أسود اليد (الاسم العلمي:Ateles geoffroyi)
      - سعدان عنكبوتي بني الرأس (الاسم العلمي:Ateles fusciceps)
      - سعدان عنكبوتي طويل الشعر (الاسم العلمي:Ateles belzebuth)
      - سعدان عنكبوتي أبيض الخد (الاسم العلمي:Ateles marginatus)
      - سعدان عنكبوتي أحمر الوجه (الاسم العلمي:Ateles paniscus)
      - سعدان عنكبوتي بيروفي (الاسم العلمي:Ateles chamek)

  - جنس سعدان الموريكي
    - موريكي جنوبي، Brachyteles arachnoides
    - موريكي شمالي، Brachyteles hypoxanthus

  - جنس سعدان صوفي
    - سعدان صوفي بني، Lagothrix lagotricha
    - سعدان صوفي رمادي، Lagothrix cana
    - سعدان صوفي كولومبي، Lagothrix lugens
    - سعدان صوفي فضي، Lagothrix poeppigii

  - جنس سعدان الأوريناكس
    - سعدان صوفي أصفر الذيل، Oreonax flavicauda

## وصلات خارجية
- http://anthro.palomar.edu/primate/prim_5.htm نسخة محفوظة 11 ديسمبر 2005 على موقع واي باك مشين.
- http://csm.jmu.edu/biology/wunderre/julie_web/family_atelidae.htm نسخة محفوظة 24 ديسمبر 2005 على موقع واي باك مشين.